# Rodolfo Gustavo da Paixão
Rodolfo Gustavo da Paixão CvA (São Brás do Suaçuí, então distrito de Entre Rios de Minas, 13 de julho de 1853 — Rio de Janeiro, 18 de novembro de 1925) foi um militar, político e poeta brasileiro, reformado em 1913 no posto de general de brigada, atingindo o posto de marechal ao passar para a reserva.
Serviu em Cruz Alta, Rio Grande do Sul, onde casou, em 1883, com Josephina Annes Dias da Paixão, filha do Coronel Diniz Dias, Barão de São Jacob.
Era primo de Antônio Jacó da Paixão, um dos signatários da Constituição brasileira de 1891.
Depois de proclamada a República, foi nomeado presidente do estado de Goiás pelo governo provisório do marechal Deodoro da Fonseca, em 24 de dezembro de 1889. Tomou posse em 24 de fevereiro de 1890. Em 20 de janeiro de 1891 deixou a presidência do estado de Goiás, reassumindo em 18 de julho de 1891.
Leopoldo de Bulhões e seus aliados promulgaram a Constituição do Estado de Goiás em 1º de junho de 1891. Rodolpho Paixão, em decreto de 10 de julho de 1891, cassou o mandato dos vinte e quatro parlamentares que assinaram a ata de abertura da Constituinte e os processou pelos crimes de desobediência, sedição e usurpação de funções. Com a renúncia do presidente da República marechal Deodoro da Fonseca e a posse do vice-presidente marechal Floriano Peixoto, foi destituído da presidência do estado de Goiás em 7 de dezembro de 1891.
Durante a Revolta da Armada de 1893, foi comandante da guarnição de Minas Gerais.
Rodolfo Paixão foi diretor da Colônia Militar do Alto Uruguai, chefe de obras militares nos estados do Rio de Janeiro, Paraná, Minas Gerais e Rio Grande do Sul e interventor no estado do Maranhão no governo de Nilo Peçanha.

## Família

### Josephina Annes Dias da Paixão
Josephina Annes Dias da Paixão nasceu em Cruz Alta, em 16 de setembro de 1866, filha de Diniz Dias, Barão de São Jacob, fundador da Colônia Militar do Alto Uruguai e de Josephina Lucas Annes.
Casou em 1883 em Cruz Alta com Rodolpho Paixão, diretor da Colônia Militar do Alto Uruguai, criada em 1879 com o objetivo de garantir a predominância do Império do Brasil no território.

## Literatura
Publicou os poemas:

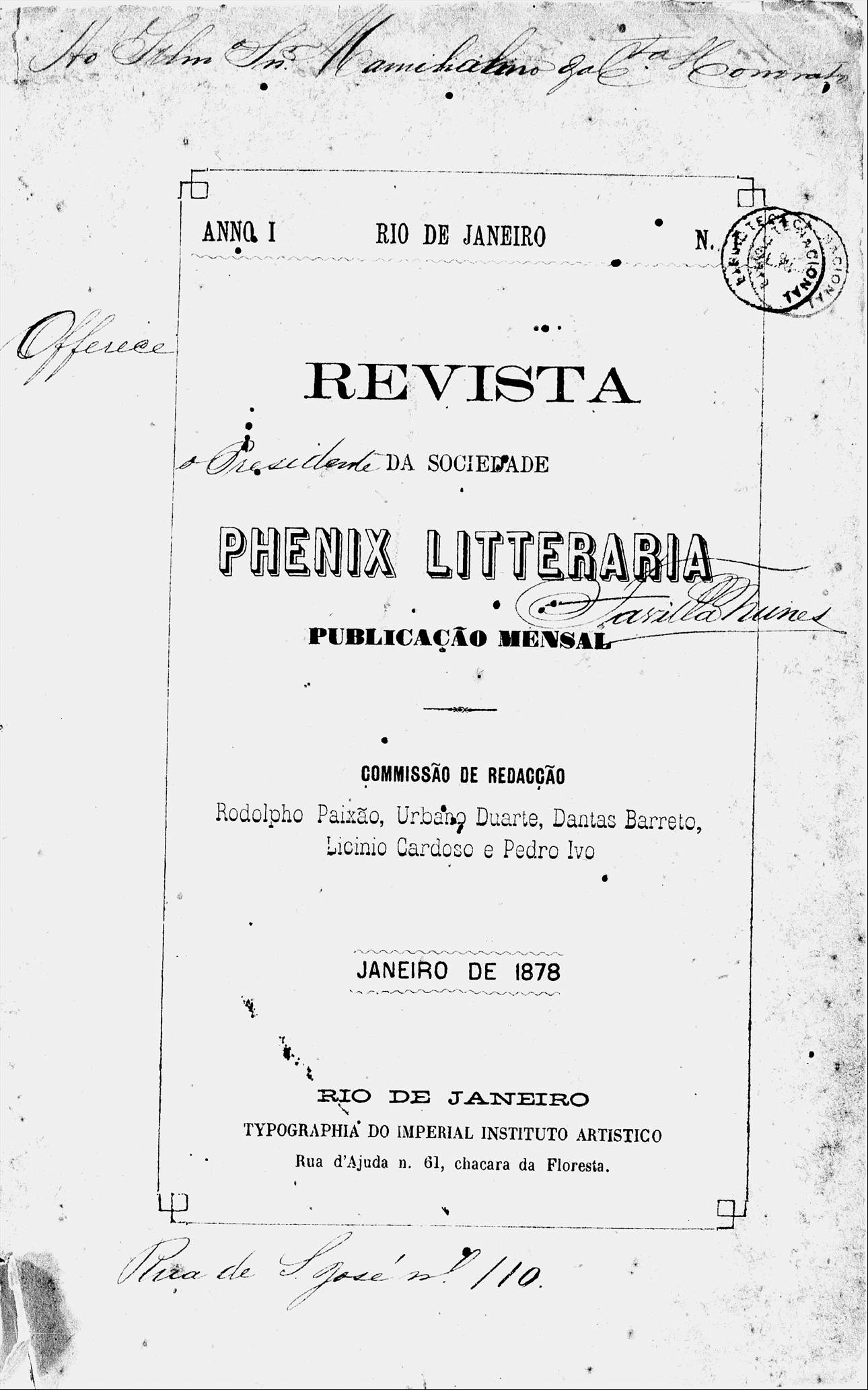
Revista da Sociedade Fênix Literária (Janeiro de 1878)

- Scenas da escravidão (Rio de Janeiro, 1874)[2][13]
- Victor Hugo e Castellar (Rio de Janeiro, 1876)[13]
- Senio (Alto Uruguai, 1881)[13]
- A Inconfidencia (Rio de Janeiro, 1896)[2][14][15]
- Trinos e cantos (Rio de Janeiro, 1896)[2]
- Miscelânea, líricos, facetos, quadros, turbilhões. (Porto Alegre, 1885)[16]

Publicou ainda:
- Montepio dos empregados públicos de Goiás (Goiás, 1891)[16]

## Condecorações
- Cavaleiro da Ordem de Avis[1][2]
- Medalha Militar de Ouro[1][2]